# Cinéma Ae Kwan
Le Cinéma Ae Kwan (coréen : 애관극장) est un cinéma situé à Incheon, en Corée du Sud. Il semble qu'il s'agisse de la plus ancienne salle de cinéma encore en activité de la péninsule de Corée, ayant été fondé en 1895. Il est considéré comme antérieur à celui qui était largement considéré comme le premier cinéma, Dansungsa, fondé en 1907.
Ae Kwan est toujours en activité, alors Dansungsa ait depuis cessé ses activités. Il appartient désormais à AE KWAN Theater Co., Ltd. 
Le cinéma s'appelait autrefois Hyŏmnyulsa et Ch'ukhangsa.

## Histoire
D'après un livre (coréen : 《개항과 양관 역정》) de Choe Seong-yeon, le cinéma a été fondé en 1895, pendant la première guerre sino-japonaise, sous le nom de Hyŏmnyulsa (coréen : 협률사 ; hanja : 協律舍 ; RR : Hyeomnyulsa, à ne pas confondre avec Hyŏmnyulsa, qui a un caractère Hanja final différent). En 1912, il changea de nom pour devenir Ch'ukhangsa (coréen : 축항사 ; hanja : 築港舍 ; RR : Chukhangsa). En 1921, il changea à nouveau de nom pour devenir Ae Kwan (coréen : 애관 ; hanja : 愛館 ; RR : Aegwan), et subi une rénovation le 10 octobre 1927.

## Voir également
- Cinéma de Corée
- Cinéma de Corée du Sud
- Archives du film coréen